# 이토 유키 (배우)
이토 유키(일본어: 伊藤友樹, 1985년 1월 24일~)는 일본의 배우이다.

## 출연작

### 드라마
- 2005년~2006년《파워레인저 매직포스》매직 그린 역